# Imran Ahmad Khan
Pour les articles homonymes, voir Khan (homonymie).
Ne doit pas être confondu avec Imran Khan.
Imran Nasir Ahmad Khan (né le 6 septembre 1973), est un homme politique du Parti conservateur britannique qui est député de Wakefield de 2019 à 2022.
Né et éduqué à Wakefield, Ahmad Khan étudie à l'Institut Pouchkine et au King's College de Londres. Il travaille pour les Nations unies comme assistant spécial pour les affaires politiques à Mogadiscio et comme consultant principal pour M&C Saatchi. Partisan du Brexit, il est élu aux élections générales de 2019 et attribue sa victoire au soutien des électeurs à la sortie de l'Union européenne en 2016.

## Jeunesse et carrière
Ahmad Khan est né à l'hôpital Pinderfields, à Wakefield (Angleterre), où ses deux parents travaillent. Son père, le Dr Saeed Ahmad Khan, est né dans la province de la Frontière-du-Nord-Ouest en Inde britannique, aujourd'hui au Pakistan, et travaille comme dermatologue consultant . Sa mère, qui est anglaise, est infirmière et sage-femme.
Ahmad Khan fréquente l'école locale et indépendante Silcoates. Il étudie la langue russe à l'Institut Pouchkine de Moscou et obtient une licence en études de guerre au King's College de Londres. Il travaille pour les Nations unies en tant qu'assistant spécial pour les affaires politiques à Mogadiscio et comme consultant principal pour l'agence de publicité M&C Saatchi. Ayant travaillé en tant qu'expert de la lutte contre le terrorisme avant de devenir député, il a plaisanté en disant que son expérience dans des zones de conflit comme la Somalie et l'Afghanistan lui donne ce qui serait nécessaire pour construire des ponts entre les parties en guerre dans la bataille du Brexit.

## Carrière politique
Ahmad Khan bat la députée travailliste sortante, Mary Creagh, pour devenir le premier député conservateur de la circonscription en 87 ans. Wakefield a voté presque 2 contre 1 en faveur de la sortie de l'Union européenne lors du référendum de 2016 et est un siège cible pour les conservateurs. Il est sélectionné après le retrait d'un candidat dont les publications racistes et sexistes sur les réseaux sociaux ont été découvertes. Creagh du Labour déclare : « Le prochain candidat dans lequel ils parachutent sera-t-il meilleur? Ne retiens pas ton souffle ». Ahmad Khan a répondu en prenant part à un saut en parachute dessus de la ville et a rétorqué qu'il est « un garçon local né et élevé à Wakefield, du stock de Wakefield. Je ne pouvais pas parachuter au sens figuré - et je ne voulais pas la décevoir - alors j'ai décidé que je parachuterais littéralement ».
Le groupe des conservateurs LGBT + décrit Ahmad Khan comme « ouvertement gay » et il fait la une du monde entier en devenant le premier musulman ouvertement gay à être élu. Ils ont par la suite précisé qu'Ahmad Khan « approuve pleinement » les objectifs du groupe « mais n'est pas un député LGBT ». La confusion est survenue après une demande erronée à un fonds d'aide aux candidats LGBT + conservateurs.
Dans son discours inaugural en janvier 2020, Ahmad Khan rend hommage à son prédécesseur et évoque son plaisir de faire partie « d'un groupe dynamique de députés du Yorkshire ». Il appelle à rendre réelle l'égalité des chances et à plus de patriotisme.
Ahmad Khan organise un envoi de 110 000 masques réutilisables grâce à des relations avec l'association caritative Solidarités International et le Gouvernement du Viêt Nam. La plupart des masques étaient destinés aux hôpitaux Pontefract, Pinderfields et Dewsbury et de district du Mid Yorkshire Hospitals NHS Trust et 10 000 ont été distribués par la fiducie aux maisons de soins et hospices locaux. Il lance « Wakefield Together » pour coordonner les efforts locaux pour faire face aux difficultés découlant de la pandémie COVID-19.
Ahmad Khan soutient le départ de la Grande-Bretagne de l'Union européenne. Dans une interview accordée à Channel 4 il attribue son succès aux élections générales de 2019 à Islington Remainers qui qualifie les électeurs de Leave « de stupides, incultes, racistes ou faux ». Il déclare qu'il a décidé de se présenter aux élections parce qu'il en est venu à croire que la démocratie britannique était « menacée ».
Ahmad Khan soutient le Yorkshire Devolution Movement et demande que l'autorité décentralisée du West Yorkshire soit basée à Wakefield. Dans le budget 2020 de Rishi Sunak, le West Yorkshire s'est vu allouer 1,8 milliard de livres sterling avec un investissement de 317 millions de livres dans les transports et l'élection d'un maire du West Yorkshire, un poste qui, en plus du contrôle budgétaire, assumera les pouvoirs de la police du West Yorkshire et Commissaire au crime.

## Vie privée
Ahmad Khan est membre de la communauté musulmane Ahmadiyya et se décrit comme un « fier Yorkshireman ». Il a deux frères, Karim Ahmad Khan, avocat spécialisé en droit international des droits de l'homme, secrétaire général adjoint des Nations unies, nommé par le Conseil de sécurité de l'ONU pour mener une enquête sur les crimes présumés commis par l'État islamique en Irak et Khalid Ahmad Khan, un avocat d'exercice basé à Oman, qui remporte le prix du general counsel de l'année au Moyen-Orient en 2017,,.

### Condamnation pour agression sexuelle sur mineur
En juin 2021, Ahmad Khan est inculpé pour une infraction sexuelle, après avoir été accusé d'attouchements sur un garçon de 15 ans dans le Staffordshire en 2008. Dans un communiqué, Ahmad Khan déclare qu’il nie l’accusation « dans les termes les plus forts ». En réponse à l’accusation, le Parti conservateur suspend le whip en attendant l’issue de la poursuite,.
Le 10 septembre 2021, il plaide non coupable à l’Old Bailey. 
Le procès d’Ahmad Khan s'ouvre le 29 mars 2022. Khan est accusé d’avoir soulevé le kilt d’un jeune de 18 ans, d’avoir senti les jambes d’un garçon de 15 ans et de lui avoir touché l’aine. Khan nie qu’une agression sexuelle ait eu lieu. À la suite de ces faits, il fait publiquement son coming out, bien que lui-même et son parti, l'aient démenti quelques années plus tôt. 
Le 11 avril 2022, il est reconnu coupable d’avoir agressé le garçon de 15 ans,,. Imran Khan a été exclu « avec effet immédiat » du Parti conservateur, qui l’avait déjà suspendu, a annoncé un porte-parole du parti. Le Parti travailliste, dans l’opposition, avait demandé plus tôt dans la journée sa démission pour qu’une « élection puisse se tenir et que la population de Wakefield puisse être représentée comme elle le mérite ». Le 14 avril, il annonce qu'il fait appel du verdict, démissionne de son poste de député et qu'il quitte la vie politique.